# Elektronegativitet
Elektronegativitet är ett mått på hur starkt de olika atomerna i en molekyl attraherar elektroner. Begreppet används endast för att klassificera bindningsenergi och introducerades av den amerikanske kemisten Linus Pauling, som belönades med nobelpriset i kemi 1954. Elektronegativiteten indikerar hur bindningen mellan två atomer kommer att se ut.
Motsatsen till elektronegativitet kallas elektropositivitet, vilket är ett mått på ämnets vilja att ge bort elektroner.
Fall 1: Både atom A och B attraherar de två elektronerna (:) lika mycket. Här är elektronegativiteten (δ) lika stora. Fallet inträffar exempelvis om A och B är samma grundämne. Detta kallas för en opolär kovalent bindning.
```
δ       δ
A --:-- B
```

Fall 2: Atom A attraherar de två elektronerna (:) mer än atom B. Här är elektronegativiteten hos A större än hos B. Detta kallas för en polär kovalent bindning.
```
δ
-
      δ
+

A -:--- B
```

Fall 3: Atom B attraherar de två elektronerna (:) mer än atom A. Här är elektronegativiteten hos B större än hos A. Detta kallas för en polär kovalent bindning.
```
δ
+
      δ
-

A ---:- B
```

Det finns numera två använda skalor för elektronegativiteten: Pauling-skalan (föreslagen 1932) och Mulliken-skalan (föreslagen 1934). Det finns även en tredje skala Allred-Rochow-skalan och en fjärde skala Allen-skalan.

## Pauling-skalan
Pauling-skalan är en allmänt använd, empirisk skala över elektronegativa värden. Den skapades av Linus Pauling 1932. På Pauling-skalan har det mest elektronegativa grundämnet (fluor) värdet 4,0 och det minst elektronegativa (francium) har värdet 0,7. Övriga grundämnen har värden mellan dessa.
Elementen i periodiska systemets andra period har vanligen avrundade värden:
- Li : 1,0
- Be : 1,5
- B : 2,0
- C : 2,5
- N : 3,0
- O : 3,4
- F : 4,0

## Mulliken-skalan
På Mulliken-skalan erhålls talen genom att beräkna medelvärdet mellan joniseringspotentialen och elektronaffiniteten. Härav blir enheten direkt i energi, vanligtvis elektronvolt.

## Samband
På Pauling-skalan har varje grundämne en elektronegativitet på mellan 0 och 4. En stark elektronegativitet såsom fluor har en elektronegativitet på 4, medan det allra minsta återfinns hos francium, som har en elektronegativitet under 1. Vanligtvis har ämnen i det övre högra hörnet i periodiska systemet ett högre värde än de andra platserna. Bindningar mellan atomer med stor skillnad i elektronegativitet (cirka 2,0 i Pauling-skalan) är vanligtvis jonbindningar, medan värden mellan 2,0 och 0,4 är polära kovalenta bindningar. Värden under 0,4 betraktas ofta som icke-polära kovalenta bindningar.
Elektronegativiteten minskar när man går neråt i periodiska systemet och ökar när man går åt höger, vilket visas i nedanstående tabell. Samtidigt minskar atomradien, medan joniseringsenergin ökar. Fluor har högst elektronegativitet och syre näst högst.  
| → Atomradie minskar → Joniseringsenergi ökar → Elektronegativitet ökar → | → Atomradie minskar → Joniseringsenergi ökar → Elektronegativitet ökar → | → Atomradie minskar → Joniseringsenergi ökar → Elektronegativitet ökar → | → Atomradie minskar → Joniseringsenergi ökar → Elektronegativitet ökar → | → Atomradie minskar → Joniseringsenergi ökar → Elektronegativitet ökar → | → Atomradie minskar → Joniseringsenergi ökar → Elektronegativitet ökar → | → Atomradie minskar → Joniseringsenergi ökar → Elektronegativitet ökar → | → Atomradie minskar → Joniseringsenergi ökar → Elektronegativitet ökar → | → Atomradie minskar → Joniseringsenergi ökar → Elektronegativitet ökar → | → Atomradie minskar → Joniseringsenergi ökar → Elektronegativitet ökar → | → Atomradie minskar → Joniseringsenergi ökar → Elektronegativitet ökar → | → Atomradie minskar → Joniseringsenergi ökar → Elektronegativitet ökar → | → Atomradie minskar → Joniseringsenergi ökar → Elektronegativitet ökar → | → Atomradie minskar → Joniseringsenergi ökar → Elektronegativitet ökar → | → Atomradie minskar → Joniseringsenergi ökar → Elektronegativitet ökar → | → Atomradie minskar → Joniseringsenergi ökar → Elektronegativitet ökar → | → Atomradie minskar → Joniseringsenergi ökar → Elektronegativitet ökar → | → Atomradie minskar → Joniseringsenergi ökar → Elektronegativitet ökar → | → Atomradie minskar → Joniseringsenergi ökar → Elektronegativitet ökar → |
| ------------------------------------------------------------------------ | ------------------------------------------------------------------------ | ------------------------------------------------------------------------ | ------------------------------------------------------------------------ | ------------------------------------------------------------------------ | ------------------------------------------------------------------------ | ------------------------------------------------------------------------ | ------------------------------------------------------------------------ | ------------------------------------------------------------------------ | ------------------------------------------------------------------------ | ------------------------------------------------------------------------ | ------------------------------------------------------------------------ | ------------------------------------------------------------------------ | ------------------------------------------------------------------------ | ------------------------------------------------------------------------ | ------------------------------------------------------------------------ | ------------------------------------------------------------------------ | ------------------------------------------------------------------------ | ------------------------------------------------------------------------ |
|                                                                          | Grupp                                                                    |                                                                          |                                                                          |                                                                          |                                                                          |                                                                          |                                                                          |                                                                          |                                                                          |                                                                          |                                                                          |                                                                          |                                                                          |                                                                          |                                                                          |                                                                          |                                                                          |                                                                          |
| Period                                                                   | 1                                                                        | 2                                                                        | 3                                                                        | 4                                                                        | 5                                                                        | 6                                                                        | 7                                                                        | 8                                                                        | 9                                                                        | 10                                                                       | 11                                                                       | 12                                                                       | 13                                                                       | 14                                                                       | 15                                                                       | 16                                                                       | 17                                                                       | 18                                                                       |
| 1                                                                        | H 2,1                                                                    |                                                                          |                                                                          |                                                                          |                                                                          |                                                                          |                                                                          |                                                                          |                                                                          |                                                                          |                                                                          |                                                                          |                                                                          |                                                                          |                                                                          |                                                                          |                                                                          | He                                                                       |
| 2                                                                        | Li 1,0                                                                   | Be 1,5                                                                   |                                                                          |                                                                          |                                                                          |                                                                          |                                                                          |                                                                          |                                                                          |                                                                          |                                                                          |                                                                          | B 2,0                                                                    | C 2,5                                                                    | N 3,0                                                                    | O 3,4                                                                    | F 4,0                                                                    | Ne                                                                       |
| 3                                                                        | Na 0,9                                                                   | Mg 1,2                                                                   |                                                                          |                                                                          |                                                                          |                                                                          |                                                                          |                                                                          |                                                                          |                                                                          |                                                                          |                                                                          | Al 1,6                                                                   | Si 1,8                                                                   | P 2,1                                                                    | S 2,5                                                                    | Cl 3,0                                                                   | Ar                                                                       |
| 4                                                                        | K 0,8                                                                    | Ca 1,0                                                                   | Sc 1,3                                                                   | Ti 1,5                                                                   | V 1,6                                                                    | Cr 1,6                                                                   | Mn 1,5                                                                   | Fe 1,8                                                                   | Co 1,9                                                                   | Ni 1,8                                                                   | Cu 1,9                                                                   | Zn 1,6                                                                   | Ga 1,6                                                                   | Ge 1,8                                                                   | As 2,0                                                                   | Se 2,4                                                                   | Br 2,8                                                                   | Kr                                                                       |
| 5                                                                        | Rb 0,8                                                                   | Sr 1,0                                                                   | Y 1,2                                                                    | Zr 1,4                                                                   | Nb 1,6                                                                   | Mo 1,8                                                                   | Tc 1,9                                                                   | Ru 2,2                                                                   | Rh 2,2                                                                   | Pd 2,2                                                                   | Ag 1,9                                                                   | Cd 1,7                                                                   | In 1,7                                                                   | Sn 1,8                                                                   | Sb 1,9                                                                   | Te 2,1                                                                   | I 2,5                                                                    | Xe                                                                       |
| 6                                                                        | Cs 0,7                                                                   | Ba 0,9                                                                   | 4f                                                                       | Hf 1,3                                                                   | Ta 1,5                                                                   | W 1,7                                                                    | Re 1,9                                                                   | Os 2,2                                                                   | Ir 2,2                                                                   | Pt 2,2                                                                   | Au 2,4                                                                   | Hg 1,9                                                                   | Tl 1,8                                                                   | Pb 1,9                                                                   | Bi 1,9                                                                   | Po 2,0                                                                   | At 2,2                                                                   | Rn                                                                       |
| 7                                                                        | Fr 0,7                                                                   | Ra 0,9                                                                   | 5f                                                                       | Rf                                                                       | Db                                                                       | Sg                                                                       | Bh                                                                       | Hs                                                                       | Mt                                                                       | Ds                                                                       | Rg                                                                       | Cn                                                                       | Nh                                                                       | Fl                                                                       | Mc                                                                       | Lv                                                                       | Ts                                                                       | Og                                                                       |
| Periodiska systemet över elektronegativitet med Pauling-skalan           |                                                                          |                                                                          |                                                                          |                                                                          |                                                                          |                                                                          |                                                                          |                                                                          |                                                                          |                                                                          |                                                                          |                                                                          |                                                                          |                                                                          |                                                                          |                                                                          |                                                                          |                                                                          |